# لوکاویتسا (لازارواتس)
لوکاویتسا (به صربی: Lukavica) یک منطقهٔ مسکونی در صربستان است که در لازارواتس واقع شده‌است.